# Aire urbaine de Condom
L'aire urbaine de Condom est une aire urbaine française centrée sur la ville de Condom.

## Caractéristiques
D'après la définition qu'en donne l'INSEE en 2010, l'aire urbaine de Condom est composée de 6 communes, toutes situées dans le Gers.
Son pôle urbain est l'unité urbaine de Condom qui est composé de la seule commune de Condom.

### Communes
Liste des communes appartenant à l'aire urbaine de Condom selon la nouvelle délimitation de 2010 et sa population municipale en 2010 (liste établie par ordre alphabétique) :
| Nom                    | Code Insee | Statut | Superficie (km2) | Population (dernière pop. légale) | Densité (hab./km2) |
| ---------------------- | ---------- | ------ | ---------------- | --------------------------------- | ------------------ |
| Beaumont               | 32037      |        | 7,56             | 125 (2022)                        | 17                 |
| Béraut                 | 32044      |        | 12,43            | 296 (2022)                        | 24                 |
| Caussens               | 32095      |        | 13,27            | 587 (2022)                        | 44                 |
| Condom                 | 32107      |        | 97,37            | 6 454 (2022)                      | 66                 |
| Larressingle           | 32194      |        | 8,55             | 213 (2022)                        | 25                 |
| Saint-Orens-Pouy-Petit | 32400      |        | 11,31            | 178 (2022)                        | 16                 |

## Évolution démographique
L'évolution démographique ci-dessous concerne l'aire urbaine selon le périmètre défini en 2010.
| 1968  | 1975  | 1982  | 1990  | 1999  | 2009  | 2014  | 2015 |
| ----- | ----- | ----- | ----- | ----- | ----- | ----- | ---- |
| 8 658 | 9 049 | 8 891 | 9 045 | 8 572 | 8 540 | 8 290 | -    |